# Nazionale di bob dell'Australia
La nazionale di bob dell'Australia è la selezione che rappresenta l'Australia nelle competizioni internazionali di bob.
La squadra ha preso parte a nove edizioni dei Giochi olimpici invernali.

## Storia

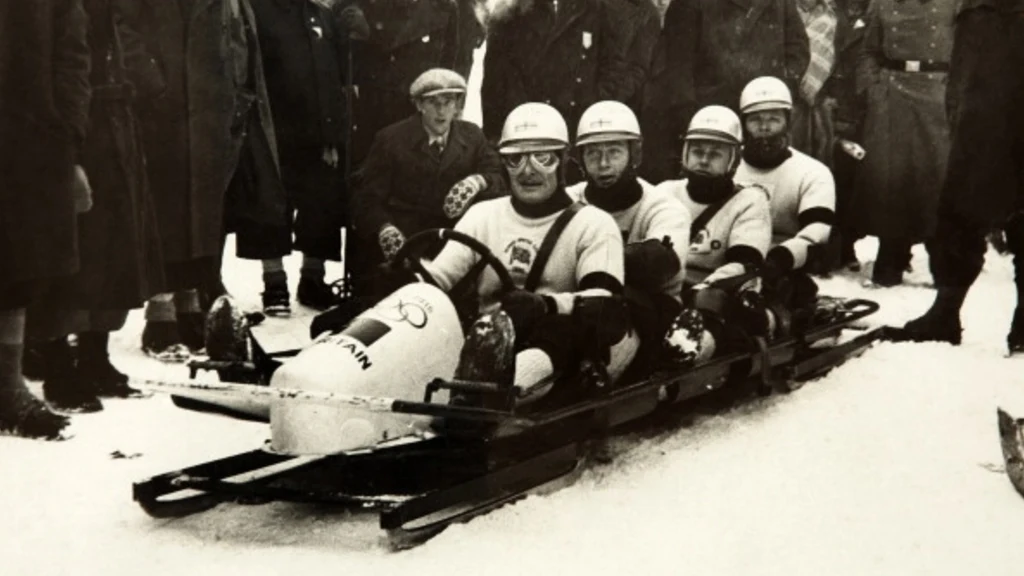
Il bob britannico pilotato dall'australiano Frederick McEvoy vincitore del bronzo olimpico a.

Gli sportivi australiani sono stati attivi negli sport di scivolamento sul ghiaccio sin dagli albori di queste discipline. Nel 1883 due sportivi australiani parteciparono a Davos, in Svizzera alla prima gara internazionale di toboga, che fu vinta a pari merito dal portalettere svizzero Peter Minsch e dallo studente australiano George Pringle Robertson. Durante gli anni 1930 l'australiano Frederick McEvoy gareggiò con la Nazionale di bob della Gran Bretagna, vincendo la medaglia di bronzo alle Olimpiadi di Garmisch-Partenkirchen 1936 e salendo sul podio di diversi campionati mondiali (3 ori e 2 argenti).
Questo successo iniziale vacillò dopo la seconda guerra mondiale. Quando gli australiani iniziarono a viaggiare in Europa all'inizio degli anni 1970, alcuni di essi si appassionarono agli sport del bob e dello skeleton. Ad aprire la strada alla nuova ondata di australiani interessati a questo sport fu Philip Morgan Giles, che pilotò la prima squadra australiana di bob a due a competere nel Campionato mondiale di bob 1974.
La Federazione australiana di bob venne fondata solo nel 1985, permettendo così all'Australia di diventare un membro riconosciuto della Fédération Internationale de Bobsleigh et de Tobogganing (FIBT) e aprendo alle squadre australiane la strada per competere nelle gare FIBT e ai Giochi olimpici invernali, debuttando a Calgary 1988 con due equipaggi di bob a due e uno per il bob a quattro. Da allora l'Australia è stata rappresentata a tutti i Giochi invernali, ad eccezione di Salt Lake 2002.
Escludendo la medaglia di Frederick McEvoy e il 5º posto a Soči 2014 di Christopher Spring (bobbista australiano che corse con la Nazionale di bob del Canada), i migliori risultati dei bobbisti che hanno gareggiato sotto la bandiera australiana sono arrivati da Breeana Walker nel monobob a Pechino 2022; Jason Giobbi e Adam Barclay alle Olimpiadi di Nagano 1998 e Jeremy Rolleston e Shane McKenzie a Torino 2006, entrambi piazzati al 22º posto; Justin McDonald, Glenn Carroll, Scott Walker e Adam Barclay hanno ottenuto il miglior risultato a quattro con il 20º posto a Lillehammer 1994, mentre Heath Spence, Duncan Harvey, Gareth Nichols, Lucas Mata ottennero retroattivamente il 20º posto di Soči 2014 dopo la squalifica per doping di due equipaggi russi.

## Partecipazione ai giochi olimpici invernali

### Bob a quattro maschile
| anno | città       | classifica | composizione                                                |
| ---- | ----------- | ---------- | ----------------------------------------------------------- |
| 1988 | Calgary     | 23°        | Adrian Di Piazza, Martin Harland, Simon Dodd, Stephen Craig |
| 1994 | Lillehammer | 20°        | Justin McDonald, Adam Barclay, Scott Walker, Glenn Carroll  |
| 1998 | Nagano      | 23°        | Jason Giobbi, Scott Walker, Ted Polglaze, Adam Barclay      |
| 2010 | Vancouver   | DNS        | Jeremy Rolleston, Duncan Harvey, Duncan Pugh, Anthony Ryan  |
| 2014 | Soči        | 20°        | Heath Spence, Duncan Harvey, Gareth Nichols, Lucas Mata     |
| 2018 | Pyeongchang | 25°        | Lucas Mata, David Mari, Lachlan Reidy, Hayden Smith         |

### Bob a due maschile
| anno | città       | classifica | composizione                                                              |
| ---- | ----------- | ---------- | ------------------------------------------------------------------------- |
| 1988 | Calgary     | 23° 26°    | Angus Stuart, Martin Harland Adrian Di Piazza, Simon Dodd                 |
| 1992 | Albertville | 30°        | Glenn Turner, Paul Narracott                                              |
| 1994 | Lillehammer | 27°        | Justin McDonald, Glenn Carroll                                            |
| 1998 | Nagano      | 22°        | Jason Giobbi, Adam Barclay                                                |
| 2006 | Torino      | 26°        | Jeremy Rolleston, Shane McKenzie                                          |
| 2010 | Vancouver   | 22° DNF    | Chris Spring, Duncan Harvey*, Anthony Ryan* Jeremy Rolleston, Duncan Pugh |
| 2014 | Soči        | 24°        | Heath Spence, Duncan Harvey                                               |
| 2018 | Pyeongchang | 22         | Lucas Mata, David Mari                                                    |

### Bob a due femminile
| anno | città     | classifica | composizione                            |
| ---- | --------- | ---------- | --------------------------------------- |
| 2006 | Torino    | 14°        | Astrid Loch-Wilkinson, Kylie Reed       |
| 2010 | Vancouver | 19°        | Astrid Loch-Wilkinson, Cecilia McIntosh |
| 2014 | Soči      | 14°        | Astrid Rađenović, Jana Pittman          |
| 2022 | Pechino   | 16°        | Breeana Walker, Kiara Reddingius        |

### Monobob femminile
| anno | città   | classifica | composizione   |
| ---- | ------- | ---------- | -------------- |
| 2022 | Pechino | 5°         | Breeana Walker |